# 马来西亚第三电视
馬來西亞第三電視（簡稱：TV3）是马来西亚第一家商营电视台，又称 (此频道之马来语的名称)，成立于1983年，并于1984年6月1日于马来西亚的首都吉隆坡启播，由馬來西亞電視系統有限公司（Sistem Televisyen Malaysia Berhad）經營。它是首要媒体的其中一个电视频道，每周7天播放24小时的全面同步日广播。

## 历史
1983年，马资源与5家民营企业共同成立“马来西亚电视系统有限公司”，并开始筹备马来西亚首个商营电视台：TV3，于1984年6月1日由时任马来西亚首相马哈迪·莫哈末在巴生河流域（一个围绕马来西亚首都吉隆坡的地域）主持开幕后正式播出。
在1984年7月28日，TV3成为第一个与马来西亚广播电视台 (RTM) 合作的商营电视频道，为马来西亚人带来1984年洛杉矶奥运会的现场直播。同样的安排在1988年汉城奥运会继续沿用。
在1985年1月1日，TV3开始提供图文电视服务，名为Beriteks。这项服务于1996年改为Infonet，并于2008年1月1日结束。
在1987年1月1日，立体声广播服务于马来半岛西海岸开始，是马来西亚第一个采用立体声广播的频道。它运用Zweikanalton立体声传输系统于TV3在巴生河流域的超高频广播上。之后在1990年代，立体声广播也在TV3的甚高频广播中运用。在1990年代，TV3也曾短期试验以Zweikanalton立体声传输系统进行双语广播传输。
在1988年1月1日，TV3于吉隆坡证券交易所的主板上市。
TV3在1984年6月1日至1989年12月31日期间提供每天8小时的私营广播服务，广播时间为下午4点至晚上11点。TV3从1990年1月1日至1997年8月30日，TV3播放时数增加至17小时，广播时间从早上7点至凌晨12点播出。自1997年8月1日起，TV3就提供24小时和7天播出，但是在1998年9月1日起又恢复1990年代初期每天播放17小时的安排，直到2009年12月31日。2010年1月1日起，TV3再次开始24小时和7天播出，之后又在2014年9月1日改为从早上6点30分至清晨2点30分（每天長達20小时播出）。之后在2015年12月4日再次开始24小时播出和7天的全天播出。2019年5月6日起，TV9开始24小时和7天播出，与TV3同步24小时和7天播出该时间时段，只是节目内容是播出不同的节目。2021年5月3日起，八度空间开始24小时和7天播出，与TV3和TV9同步24小时和7天播出该时间时段，只是节目内容是不同的节目播出。
2003年，马资源媒体部门下属的马来西亚电视系统有限公司（TV3母公司）开始重组，公司重组工作于2003年8月完成，次月马资源媒体部门独立为首要媒体有限公司。首要媒体取代了马来西亚证券交易所主板上马来西亚电视系统的上市地位。
马来西亚类比电视频道已于2019年10月31日在全马全面停播。
2024年10月15日，首要媒体集团于宣布，其所有电视网络（包括TV3）的新闻业务将从2024年10月21日开始在该公司的吉隆坡孟沙Balai Berita播出，此前该电视网络在雪兰莪八打灵再也万达镇Sri Pentas运营了二十多年。

## 争议

### 误报贺锦丽为非法移民女儿
2020年11月8日，TV3误称当选美国副总统的贺锦丽是非法移民的女儿。报道称，贺锦丽的母亲哥巴拉是一名非法移民，但实际上她是一位生物医学科学家，并已从印度移居到美国，以继续她的学业。上述错误引起许多人不满，有关新闻视频片段在社交媒体上四处流传，不少网民促该电视台道歉。11月9日，TV3通过午间新闻作出道歉，内容如下：
|       | 对美国新任副总统贺锦丽所带来的任何不便，我们深表歉意。她实际上是牙买加与印度移民者的女儿，而不是如报道中所说的。 |
| ——TV3 | |

### 审查内容
2023年3月奥斯卡颁奖典礼节目中，TV3因审查两位主持人在杨紫琼获奖期间的着装，引起了褒贬不一的反应。TV3把奥斯卡颁奖典礼主持人杰西卡·查斯坦和哈莉·贝瑞的身体从脖子以下都打上了马赛克，批评者认为TV3进行了他们认为不必要的审查，而支持者认为TV3有必须顾及社会的审查标准指南。

## 特点
自启播以来，TV3的收视率已超越马来西亚的其他电视台，并已两次达到41％的收视率（2003年1月12日至18日和2003年6月29日至7月5日），曾经是马来西亚收视率最高的电视台。在广告收入方面，公司保持其领导地位，并继续生产从广告收入强劲增长。TV3继续加大对生产和传输器具，并在工作人员接受电视出版持续培训和曝光。这使得TV3继续为龙头的私人商业广播公司。
与马来西亚的经济复苏，制作了当地节目，包括新闻、时事、杂志、访谈、体育、纪录片、戏剧或电影的要求。凭借着雄厚的基础已经彻底改变了当地的内容制作的电视制片人在广播业令人印象深刻的水平。
TV3已成为时尚先锋，生产高品质的本土节目，并已被马来西亚观众的吸引和重视，还播放有水准的外国节目。但观赏该电视台的华人观众比马来观众少，因为多数观众都收看TV2、八度空间、NTV7、TV9、Astro AEC、Astro双星 （取代Astro QJ）（华语频道）、Astro欢喜台（闽南语频道）、Astro華麗台（粤语频道，取代TVB翡翠台 马来西亚版）
该台也是NTV7、八度空间以及TV9的姐妹台。TV3也能够在Astro的第3频道(旧频道) 103频道(SD)收看以及數碼電視MYTV Broadcasting和寬帶电视Unifi TV103頻道(HD)收看。

## 节目概要

### 馬來語電視劇
- Drama Sangat

### 馬來語新闻
- Buletin 1.30
- Buletin Utama
- Buletin Pagi
- Berita Terkini（主要播放国内外消息和新闻）
- Detik Niaga (马来语财经新闻节目，每2分钟播出和马来语最新财经新闻，播出财经新闻股票消息和更新/最新国内外新闻消息的财经新闻)

### 马来语综艺节目
- Tanyalah Ustaz (TV9同步现场直播)
- Wanita Hari Ini
- Malaysia Hari Ini
- Majalah 3
- 999
- Muzik-Muzik 40 (2025)
- Melodi
- Fail Mahkamah
- Nona

### 马来语购物节目
- WowShop (马来版)

### 英语新闻
- Nightline（午夜新闻）

### 英语财经节目
- Money Matters（英文版）

### 英语访谈节目
- Women Talk

## 外部連結
- TV3官方Tonton電視節目網站
- 马来西亚第三电视的Instagram帳戶
- 马来西亚第三电视的Facebook專頁
- 马来西亚第三电视的TikTok

## 官方网站
- TV3每月节目表 （页面存档备份，存于）